# Mytilicola orientalis
Mytilicola orientalis is een eenoogkreeftjessoort uit de familie van de Mytilicolidae. De wetenschappelijke naam van de soort is voor het eerst geldig gepubliceerd in 1935 door Mori.